# Benetton Rugby Treviso 2015-2016

## Rosa
Fonte rosa e statistiche giocatori:  pro14.rugby (archiviato dall'url originale il 30 marzo 2015).

## Pro12 2015-16

### Stagione regolare
| Incontro                            | Andata | Ritorno |
| ----------------------------------- | ------ | ------- |
| Munster — Benetton Treviso          | 18-13  | 16-13   |
| Benetton Treviso — Edimburgo        | 24-27  | 13-28   |
| Ulster — Benetton Treviso           | 48-7   | 32-13   |
| Benetton Treviso — Ospreys          | 22-25  | 10-47   |
| Newport G.D. — Benetton Treviso     | 19-12  | 17-19   |
| Benetton Treviso — Leinster         | 3-27   | 19-50   |
| Connacht — Benetton Treviso         | 33-19  | 21-22   |
| Glasgow Warriors — Benetton Treviso | 13-6   | 38-16   |
| Benetton Treviso — Scarlets         | 20-22  | 15-24   |
| Zebre — Benetton Treviso            | 28-25  | 18-8    |
| Benetton Treviso — Cardiff Rugby    | 13-7   | 8-56    |

#### Risultati della stagione regolare
| Posizione | G  | V | N | P  | PF  | PS  | DP   | B | Pt |
| --------- | -- | - | - | -- | --- | --- | ---- | - | -- |
| 12ª       | 22 | 3 | 0 | 19 | 320 | 614 | -294 | 8 | 20 |

## Champions Cup 2015-16

### Prima fase

#### Girone 4
| Incontro                          | Andata | Ritorno |
| --------------------------------- | ------ | ------- |
| Munster — Benetton Treviso        | 32-7   | 28-5    |
| Benetton Treviso — Leicester      | 3-36   | 7-47    |
| Benetton Treviso — Stade français | 17-50  | 14-40   |

#### Risultati del girone 4
| Posizione | G | V | N | P | PF | PS  | DP   | B | Pt |
| --------- | - | - | - | - | -- | --- | ---- | - | -- |
| 4ª        | 6 | 0 | 0 | 6 | 53 | 233 | -180 | 0 | 0  |

## Verdetti
- Benetton Treviso qualificato alla Challenge Cup 2016-17